# Волковойна
Волковойна — деревня в Калязинском районе Тверской области. Входит в состав Нерльского сельского поселения.

## География
Находится в юго-восточной части Тверской области на расстоянии приблизительно 34 км на юг-юго-восток по прямой от районного центра города Калязин.

## История
Была отмечена на карте Менде (состояние местности на 1848 год). В 1859 году здесь (тогда деревня Калязинского уезда Тверской губернии) был учтен 41 двор и фабрика, в 1940 — 64.

## Население
Численность населения: 423 человека (1859 год), 41 (русские 93 %) в 2002 году, 32 в 2010.